# 好士彎貝介
好士彎貝介（学名：Loxoconcha haoshihi）为彎貝介科彎貝介屬下的一个种。